# Murilo Becker
Murilo Becker, né le 14 juillet 1983 à Farroupilha, au Brésil, est un joueur brésilien de basket-ball. Il évolue au poste de pivot au club São José.

## Palmarès
- Champion des Amériques 2005